# Fjärdskär - Harrgrund
Fjärdskär - Harrgrund este o arie protejată (arie de protecție specială avifaunistică — SPA) din Finlanda întinsă pe o suprafață de 3,07 ha, din care 13 % marine.

## Localizare
Centrul sitului Fjärdskär - Harrgrund este situat la coordonatele 60°10′46″N 20°12′55″E / 60.179444°N 20.215278°E.

## Înființare
Situl Fjärdskär - Harrgrund a fost declarat arie de protecție specială avifaunistică în iunie 1997 pentru a proteja 2 specii de animale.

## Biodiversitate
Situată în ecoregiunea boreală, aria protejată conține 1 habitat natural: Faleze cu vegetație de pe coastele atlantice și baltice.
La baza desemnării sitului se află mai multe specii protejate de  păsări (2): chiră de baltă (Sterna hirundo), Sterna paradisaea.
Pe lângă speciile protejate, pe teritoriul sitului au mai fost identificate 2 specii de păsări.